# Portrait of the Artist
Portrait of the Artist è un album di Bob Brookmeyer, pubblicato nel 1960 dalla Atlantic Records.

## Tracce
Lato A
Blues Suite
1. Introduction & First Movement – 7:18 (Bob Brookmeyer) – Registrato il 6 aprile del 1959 a New York
2. Second Movement – 3:53 (Bob Brookmeyer) – Registrato il 9 aprile del 1959 a New York
3. Third Movement – 4:58 (Bob Brookmeyer) – Registrato il 6 aprile del 1959 a New York
4. Fourth Movement – 5:18 (Bob Brookmeyer) – Registrato il 6 aprile del 1959 a New York

Lato B
1. It Don't Mean a Thing (If It Ain't Got That Swing) – 6:15 (Duke Ellington, Irving Mills) – Registrato il 9 aprile del 1959 a New York
2. Mellow Drama – 5:50 (Bob Brookmeyer) – Registrato il 9 aprile del 1959 a New York
3. Out of Nowhere – 4:55 (Johnny Green, Edward Heyman) – Registrato il 9 marzo del 1959 a New York
4. Darn That Dream – 4:26 (Eddie De Lange, James Van Heusen) – Registrato il 9 marzo del 1959 a New York

## Musicisti
Brani A1, A3 & A4
- Bob Brookmeyer - trombone a pistoni, pianoforte, arrangiamenti
- Ernie Royal - tromba
- Bernie Glow - tromba
- Earl Chapin - french horn
- Frank Rehak - trombone
- Al Cohn - sassofono tenore
- Gene Quill - sassofono alto, clarinetto
- Don Butterfield - tuba
- George Duvivier - contrabbasso
- Charlie Persip - batteria

Brani A2, B1 & B2
- Bob Brookmeyer - trombone a pistoni, pianoforte, arrangiamenti
- Ernie Royal - tromba
- Nick Travis - tromba
- John Barrows - french horn
- Frank Rehak - trombone
- Gene Quill - sassofono alto, clarinetto
- Danny Bank - flauto, clarinetto basso, sassofono baritono
- Bill Barber - tuba
- George Duvivier - contrabbasso
- Charlie Persip - batteria

Brani B3 & B4
- Bob Brookmeyer - trombone a pistoni, pianoforte, arrangiamenti
- Marky Markowitz - tromba
- Ray Copeland - tromba
- John Barrows - french horn
- Frank Rehak - trombone
- Gene Quill - sassofono alto
- Gene Allen - sassofono tenore, sassofono baritono
- Bill Barber - tuba
- George Duvivier - contrabbasso
- Charlie Persip - batteria